# Kūh-e Shāhvār
Kūh-e Shāhvār (persiska: كوهِ شاوار, كوه شاهوار) är ett berg i Iran.   Det ligger i provinsen Semnan, i den norra delen av landet, 300 km öster om huvudstaden Teheran. Toppen på Kūh-e Shāhvār är 3 879 meter över havet.
Terrängen runt Kūh-e Shāhvār är huvudsakligen bergig, men den allra närmaste omgivningen är kuperad. Kūh-e Shāhvār är den högsta punkten i trakten. Runt Kūh-e Shāhvār är det mycket glesbefolkat, med 5 invånare per kvadratkilometer. Närmaste större samhälle är Mojen, 14,9 km sydväst om Kūh-e Shāhvār. Trakten runt Kūh-e Shāhvār består i huvudsak av gräsmarker.